# Bulbophyllum dibothron
Bulbophyllum dibothron é uma espécie de orquídea (família Orchidaceae) pertencente ao gênero Bulbophyllum.
Foi descrita por Jaap J. Vermeulen e Anthony L. Lamb em 1994.

## Distribuição
É endêmica da ilha de Bórneo, da Malásia.
É uma planta epífita e ocorre entre altitudes de 1500 e 2000 metros.
Possui pseudobulbos achatados, ovóides, portando uma única folha de base, que floresce na primavera.
De florescência única, com sépalas amareladas com veias alaranjadas e pétalas translúcidas amarelo pálido com veia laranja, de em torno de 1,2 cm. Difere de B. lambii por ter pétalas obovadas (não espatuladas) e um lábio com uma parte superior distintamente alongada, bem como duas cristas na parte basal (em vez de dentes irregulares dispersos